# La Genête
La Genête is een gemeente in het Franse departement Saône-et-Loire (regio Bourgogne-Franche-Comté) en telt 522 inwoners (2005). De plaats maakt deel uit van het arrondissement Louhans.

## Geografie
De oppervlakte van La Genête bedraagt 11,6 km², de bevolkingsdichtheid is 45,0 inwoners per km².
De onderstaande kaart toont de ligging van La Genête met de belangrijkste infrastructuur en aangrenzende gemeenten.

## Demografie
Onderstaande figuur toont het verloop van het inwonertal (bron: INSEE-tellingen).